# خزیمة بن ثابت

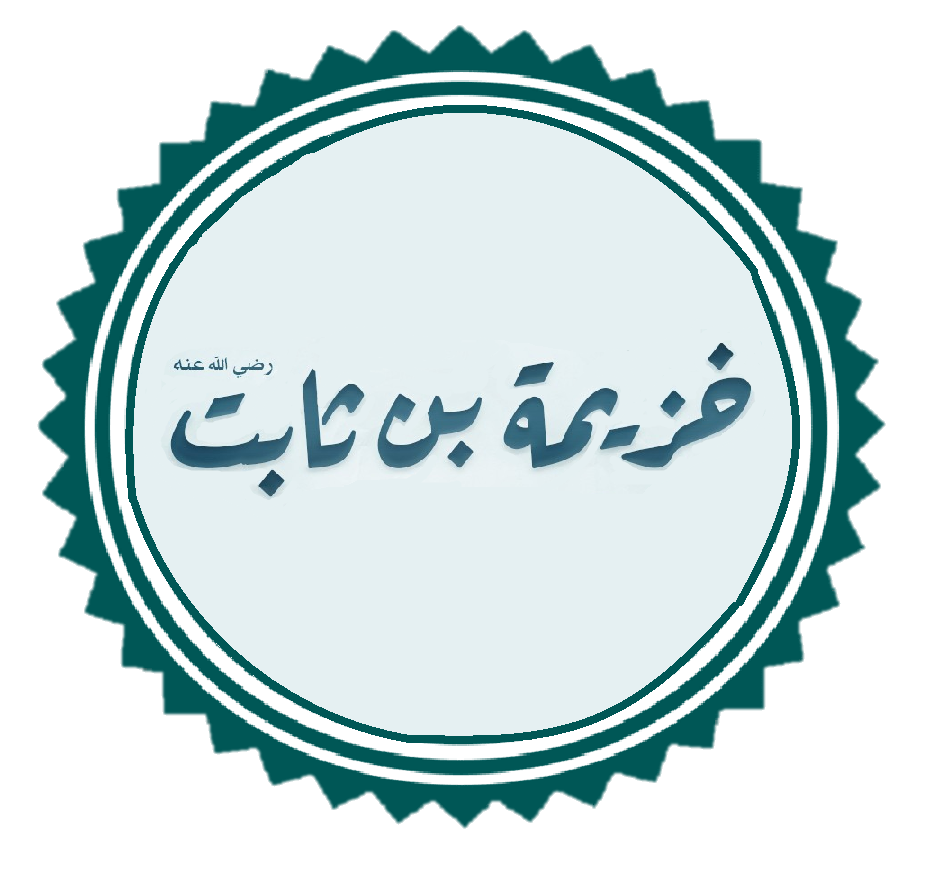
ملقب به ذوالشهادتین

خزیمة بن ثابت اوسی ملقب به ذوالشهادتین فرزند ثابت بن فاکة از یاران محمد و از پیروان علی بن ابی‌طالب و از کشته‌شدگان جنگ صفین است. وی در جنگ بدر و سایر غزوه های پیغمبر شرکت کرد.

## لقب ذوالشهادتین
ملقب شدن وی به ذوالشهادتین بدین سبب بود که روزی پیامبر اسلام معامله‌ای را در مورد خرید اسبی از یک مرد عرب انجام داد، بعداً آن مرد مدعی شد که از پیغمبر طلبکار است. پیامبر حرف مرد عرب را رد می‌کرد و می‌گفت: «من آن را از تو خریدم». مرد گفت: «گواهی بیاور». خزیمه بن ثابت چون به ماجرا وارد شد و گفتگوی ایشان با مرد عرب را شنید، گفت: «من گواهی می‌دهم»، پیغمبر به او گفت: «چگونه؟ تو که با ما نبودی که گواهی دهی». خزیمه گفت: «ای رسول خدا، من ترا در مورد اخبار غیبی و آسمانی که می‌گویی تصدیق می‌کنم و می‌دانم که شما جز حق نمی‌گویید. چگونه ممکن است در این موضوع گواهی ندهم». پیامبر آن گواهی را به جای شهادت دو مرد پذیرفتند و بنابراین او ملقب به ذوالشهادتین شد.

## گردآوری قرآن
زید بن ثابت به دستور ابوبکر مسئول گردآوری قرآن بود. هر کسی که ادعایی داشت مبنی بر اینکه آنچه که من دارم از آیات قرآنی است باید آن آیه دارای دو شاهد بود؛ اما این روش در برخورد با خزیمة بن ثابت انصاری رعایت نشد و با وجود اینکه ایشان دو آیه آخر سوره توبه را بدون هیچ شاهدی، آورد از وی پذیرفتند.
سید حسین مدرسی طباطبایی و رسول جعفریان این داستان را جعلی می‌دانند.